# Ochetostoma kokotoniense
Ochetostoma kokotoniense är en djurart som tillhör fylumet skedmaskar, och som först beskrevs av Fischer 1892.  Ochetostoma kokotoniense ingår i släktet Ochetostoma och familjen Echiuridae. Inga underarter finns listade i Catalogue of Life.